# ماریلی فرانکو
ماریِلی فرانکو (انگلیسی: Marielle Franco; ۲۷ ژوئیهٔ ۱۹۷۹ – ۱۴ مارس ۲۰۱۸) یک سیاستمدار، جامعه‌شناس فمینیست، سوسیالیست و فعال حقوق بشر اهل برزیل بود. او پس از اخذ مدرک کارشناسی ارشد در رشته مدیریت دولتی از دانشگاه فدرال فلومیننسی، از ژانویه ۲۰۱۷ تا زمان مرگش به عنوان مشاور شورای شهر اتاق شهرداری ریودو ژانیرو در حزب سوسیالیسم و آزادی (PSOL) خدمت کرد.
در ۱۴ مارس ۲۰۱۸، فرانکو و راننده‌اش پس از ایراد سخنرانی وی، در حین رانندگی هنگام ترک محل، چندین بار مورد اصابت گلوله قرار گرفتند و توسط دو قاتل با شلیک از وسیله نقلیه دیگری در شمال ریودوژانیرو کشته شدند. فرانکو منتقد صریح خشونت پلیس و قتل‌های غیرقانونی بود، وی همچنین در مداخله دولت فدرال در فوریه ۲۰۱۸ که توسط میشل تمر، رئیس‌جمهور برزیل صورت گرفت، نقش داشت و باعث شد در ایالت ریو دو ژانیرو ارتش برای عملیات پلیس استقرار پیدا کند. در مارس ۲۰۱۹، دو افسر پلیس سابق متهم به قتل ماریلی فرانکو شده و دستگیر شدند.

## اوایل زندگی
فرانکو در ماره، شمال ریو دو ژانیرو یک محله فقیر نشین ساکن بود، او در این منطقه بزرگ شد و بیشتر عمر خود را در آن سپری کرد و در ۱۹۹۰زمانی که تنها ۱۱سال داشت، برای تأمین درآمد خانواده شروع به کار کرد تا در تهیه مایحتاج خانوار کمک کند. ماریالی اولین و تنها فرزند خود را در سال ۱۹۹۸هنگامی که ۱۹ ساله بود، به دنیا آورد. فرانکو دخترش را بدون کمک گرفتن از پدر، بزرگ کرد و با حداقل دستمزد به عنوان معلم پیش دبستانی به کار پرداخت.

## تحصیلات
فرانکو در ۲۰۰۰ تحصیلات پیش دانشگاهی خود را آغاز کرد. پس از مرگ یکی از دوستانش که بر اثر گلوله یک ولگرد در ۲۰۰۰ کشته شد، فرانکو شروع به فعالیت در زمینه حقوق بشر کرد.
در ۲۰۰۲، او با بورسیه تحصیلی وارد دانشگاه کاتولیک پاپی ریودوژانیرو شد و همچنان به کار و بزرگ کردن دخترش ادامه داد و برای دریافت مدرک علوم اجتماعی به تحصیل ادامه داد. ماریالی پس از آن مدرک کارشناسی ارشد خود را در رشته مدیریت دولتی از دانشگاه فدرال فلومیننسی دریافت نمود. پایان‌نامه کارشناسی ارشد او مربوط به برنامه اجرای قانون برای بازپس گرفتن کنترل زاغه‌نشین‌های ریو از باند اشرار بود.

## زندگی سیاسی
در آغاز ۲۰۰۷، فرانکو به عنوان مشاور نماینده ایالتی مارسلو فریکسو کار کرد و در هماهنگی کمیته قانونگذاری ایالتی برای دفاع از حقوق بشر و شهروندی به فعالیت پرداخت. او همچنین برای سازمان‌های جامعه مدنی، از جمله بنیاد برزیل و مرکز مطالعات و اقدام همبستگی مار فعال بود.
در ۲۰۱۶، فرانکو برای کسب کرسی در شورای شهر ریودوژانیرو در انتخابات شهرداری شرکت کرد. فرانکو به عنوان یک زن سیاه‌پوست و مادر مجرد از محله زاغه‌نشین فاولا، خود را به عنوان نماینده و مدافع زنان سیاه‌پوست فقیر و مردم فاولا معرفی کرد. و توانست با بیش از ۴۶۵۰۰ رای به عنوان یکی از ۵۱ نماینده انتخاب شده از میان بیش از ۱۵۰۰ نامزد، پنجمین رای بالاتر را کسب کند.
فرانکو به عنوان یکی از اعضای شورای شهر، علیه خشونت جنسیتی، برای حقوق باروری و حقوق ساکنان فاولا مبارزه کرد. او ریاست کمیسیون دفاع زنان را بر عهده داشت و بخشی از یک کمیته چهار نفره را تشکیل داد که بر مداخله فدرال در ریودوژانیرو نظارت می‌کرد.

## روزهای پایانی و ترور
در ۱۳ مارس ۲۰۱۸، فرانکو در توییتر خود علیه خشونت پلیس در ریو دو ژانیرو توییت کرد: «قتل یک مرد جوان دیگر که می‌توان آن را به پلیس نسبت داد. ماتئوس ملو در حال ترک کلیسا بود که کشته شد. چند نفر دیگر باید بمیرند تا این جنگ تمام شود؟»
روز بعد، فرانکو در یک میزگرد با عنوان «زنان سیاهپوست جوان مبارزه برای ساختار قدرت» شرکت کرد. کمتر از دو ساعت پس از خروج از میزگرد، او و راننده‌اش، اندرسون پدرو گومز، توسط دو مرد که در حال رانندگی با ماشین دیگری بودند، به ضرب گلوله کشته شدند. مردان ۹ گلوله به سوی آنها شلیک کردند که ۴ گلوله به فرانکو اصابت کرد، سه گلوله در سر و یکی در گردن. افسر مطبوعاتی فرانکو در صندلی عقب در کنار او بود و مجروح شد، اما زنده ماند.
مارسلو فریکسو، یکی از اعضای مجلس قانونگذاری ریودوژانیرو از PSOL که مدت کوتاهی پس از شنیدن خبر قتل او به صحنه آمد، تشخیص داد که گلوله‌ها به صورت واضح به سمت فرانکو شلیک شده است. به گفته پلیس ریودوژانیرو، سمت ۹ شلیک این فرضیه را تأیید کرد که فرانکو ترور شده است. گلوله‌هایی که فرانکو را کشتند از جمله نمونه‌های بودند که توسط پلیس فدرال در برازیلیا در ۲۰۰۶ خریداری شده بود. وزیر امنیت عمومی رائول یونگمن بعداً گفت که این فشنگ‌ها از یک انبار پست در پارایبا به سرقت رفته‌بودند و پس از آنکه اداره پست علناً آن را تکذیب کرد، این توضیح را پس گرفتند.
در مارس ۲۰۱۹، پلیس دو مظنون را به دلیل قتل دستگیر کرد، این افراد از اعضای سابق پلیس نظامی بودند که ظاهراً با یک شبه نظامی ارتباط داشتند. قبل از دستگیری، هر دو مظنون با رئیس‌جمهور کنونی ژائیر بولسونارو عکس گرفته بودند و یکی از همسایه‌های او در یک مجتمع آپارتمانی لوکس در ریو بودند.

### واکنش‌ها به ترور
هزاران نفر در اعتراضاتی هماهنگ به ترور ماریلی فرانکو در سراسر برزیل به خیابان‌ها آمدند و دو سازمان حقوق بشری عفو بین‌الملل و دیده‌بان حقوق بشر قتل او را محکوم کردند.
گلن گرین‌والد روزنامه‌نگار، که همسرش دیوید میراندا در زمان ترور فرانکو یکی از اعضای شورای شهر بود و از دوستان نزدیک فرانکو به‌شمار می‌رفت، آنچه را که او به‌عنوان «مهم‌ترین موضوعاتی که باید پوشش داد» در ترور فرانکو را فهرست نمود: «فعالیت بی‌امان و شجاعانه او علیه بی قانون‌ترین گردان‌های پلیس برزیل، مخالفت او با مداخله نظامی، و از همه مهم‌تر، قدرت رو به رشد او به عنوان یک زن سیاهپوست از فاولا که دنبال پیوستن به ساختار قدرت برزیل نیست، بلکه برای براندازی قدم برمی‌دارد.»
قتل دوگانه ماریل و راننده اش اندرسون موضوع محکومیت طیف سیاسی برزیل بود. همه نامزدهای ریاست‌جمهوری برزیل در طول مبارزات انتخاباتی ۲۰۱۸ این جنایت را محکوم کردند، به جز رئیس‌جمهور ژائیر بولسونارو، که مکرراً از اظهار نظر در مورد این پرونده خودداری کرد؛ کمپین او که پیشتر از مسائل امنیتی در دوره انتخابات بهره‌برداری کرد مدعی شد نظرات بولسونارو علیرغم اینکه رئیس‌جمهور این کشور است در مورد این موضوع بسیار بحث‌برانگیز خواهد بود.

## برای مطالعهٔ بیشتر
- «خشم برزیلی‌ها از ترور فعال حقوق زنان سیاهپوست».
- «زندگی و مرگ یک زن خطرناک؛ ماریل فرانکو مبارزِ قهرمان فاولاها».
- «تظاهرات و خشم برزیلی‌ها از ترور ماریل فرانکو فعال حقوق زنان سیاهپوست».
- «بازداشت هزار نفر در برزیل به اتهام خشونت علیه زنان».
- «سیاستمدار همجنسگرای برزیلی پس از تهدید به مرگ کشورش را ترک کرد».